# Grandcourt, Somme

Grandcourt este o comună în departamentul Somme, Franța. În 1 ianuarie 2022 avea o populație de 177 de locuitori.